# Burg Löwenstein (Slowakei)
Die Burg Löwenstein (slowakisch Vršatský hrad, Vršatecký hrad oder einfach Vršatec) ist die Ruine einer Höhenburg oberhalb des Dorfes Vršatské Podhradie, Kreis Illau im Trentschiner Landschaftsverband, Slowakei.

## Geschichte
Auf dem Burgberg sind Zeugnisse der Lausitzer und Puchauer Kultur nachweisbar. Die Burg wurde im 13. Jahrhundert nach dem Mongolensturm an der Nordwestgrenze Ungarns errichtet. Die Burg konnte durch ihre hervorragende Lage auf einem steilen Felskamm das Waagtal kontrollieren.
Ende des 13. Jahrhunderts wurde die Burg Eigentum von Matthäus Csák, 1394 erwarb sie Stibor von Beckov. Im Jahr 1577 ging der Besitz der Burg an Franz Jakusitz über, dessen Linie aber in den Thököly-Unruhen starb, woraufhin die Krone Burg Löwenstein an die Grafen von Breuner verkaufte.
Im Jahr 1680 wurde die Burg, auf die sich Aufständische zurückgezogen hatten, auf Befehl des deutschen Kaisers Leopold I. durch kaiserliche Truppen zerstört. Nach dem Wiederaufbau brannte die Burg jedoch im Jahr 1707 während des Aufstandes von Franz II. Rákóczi ab, möglicherweise zerstörten die kaiserlichen Truppen die Burg absichtlich durch Zünden des Pulverlagers.

## Lage
Die Ruine liegt in der Felsenlandschaft Vršatské bradlá (Vršatsker Klippen) in den Weißen Karpaten. Die Kernburg liegt am höchsten Teil des Felskamms. Von der unteren Vorburg aus ist die obere Kernburg über einen Tunnel durch das Felsgestein zugänglich. Am Gebirgskamm entlang kann man weiterwandern bis zur Burg Lednitz (Lednica).